# 7941-es busz
A 7941-es jelzésű autóbusz helyközi autóbuszjárat volt Pápa és Balatonfüred között. Pápa és Balatonfüred között munkaszünet napokon, Balatonfüred és Pápa között nyári tanszünetben munkaszüneti napokon egy járat szállította az utasokat. Menetideje Balatonfüred felé 1 óra 53 perc, Pápa felé 1 óra 36 perc volt.
A 2023. június 17-ei menetrend módosításokkal a Volánbusz Zrt. megszüntette az autóbuszvonalat.

## Megállóhelyei
| 0  | Pápa, autóbusz-állomás végállomás         | 23 | 2, 5, 5T, 13, 14, 16, 17 1229, 1251, 1564, 1620, 1663, 1671, 1711, 1712, 1714, 1717, 1720, 1722, 1723, 1729, 1794, 1848, 1851 7391, 7701, 7754, 7901, 7902, 7904, 7908, 7912, 7914, 7918, 7920, 7922, 7926, 7927, 7928, 7929, 7931, 7932, 7934, 7936, 7939, 7940, 7942, 7943, 7944, 7950, 7952, 7953, 7956, 7958, 7963, 7972, 7974, 7982, 7983, 7986, 7987, 7993 |
| ∫  | Pápa, Kórház                              | 22 | 1, 1A, 1Y, 2, 6A, 6B, 7A, 8A, 8B, 14, 16 1251, 1620, 1711, 1712, 1714, 1717, 1720, 1722, 1723, 1794, 1851 7391, 7701, 7754, 7912, 7914, 7918, 7920, 7922, 7926, 7928, 7931, 7932, 7934, 7936, 7939, 7940, 7942, 7943, 7944, 7950, 7952, 7953, 7956, 7958, 7963, 7972, 7974, 7982, 7983, 7986, 7987, 7993 |
| ∫  | Pápa, Budai Nagy Antal utca               | 21 | 1, 1A, 1Y, 2, 6B, 7A, 8A, 8B, 14, 16 1229, 1251, 1620, 1711, 1712, 1714, 1717, 1729, 1794, 1848, 1851 7391, 7701, 7754, 7912, 7914, 7918, 7920, 7922, 7926, 7927, 7928, 7931, 7932, 7934, 7936, 7939, 7940, 7942, 7943, 7944, 7952 |
| 1  | Pápa, Veszprémi út                        | 20 | 1, 1A, 1Y, 2, 7A, 8A, 8B, 16 1229, 1251, 1564, 1620, 1711, 1712, 1714, 1717, 1722, 1723, 1729, 1794 7391, 7920, 7922, 7926, 7927, 7928, 7931, 7932, 7934, 7936, 7943 |
| ∫  | Pápa, pápakovácsi elágazás                | 19 | 1, 8A, 8B, 16 1229, 1711, 1712, 1714, 1717, 1729 7391, 7926, 7927, 7928, 7932, 7934, 7936, 7943 |
| ∫  | Tapolcafő, téglagyár bejárati út          | 18 | 16 1229, 1711, 1712, 1714, 1717, 1729 7391, 7926, 7927, 7928, 7943 |
| 2  | Pápa (Tapolcafő), posta                   | 17 | 16 1229, 1564, 1720, 1722, 1723, 1729 7391, 7926, 7927, 7928, 7943 |
| 3  | Bakonyjákó, Járiföld puszta               | 16 | 7391, 7927, 7943 |
| 4  | Bakonyjákó, autóbusz-váróterem            | 15 | 1229, 1564, 1720, 1722, 1723, 1729 7391, 7927, 7943 |
| ∫  | Bakonyjákó, alsó bejárati út              | 14 | 7391, 7803, 7927, 7943 |
| 5  | Farkasgyepű, TBC gyógyintézet             | 13 | 1229, 1564, 1720, 1722, 1723, 1729 7391, 7803, 7927, 7943 |
| 6  | Farkasgyepű, Nimród Étterem               | 12 | 7391, 7803, 7927, 7943 |
| 7  | Farkasgyepű, posta                        | 11 | 1229, 1564, 1720, 1722, 1723, 1729 7391, 7803, 7927, 7943 |
| 8  | Városlőd, Rudermajor                      | ∫  | 7391, 7803, 7943 |
| 9  | Városlőd, alsó                            | ∫  | 1229, 1722, 1729 7380, 7389, 7391, 7396, 7802, 7943 |
| 10 | Szentgál, Gombáspuszta                    | ∫  | 7380, 7389, 7391, 7396, 7397, 7943 |
| 10 | Herend, Majolikagyári elágazás            | ∫  | 7380, 7389, 7391, 7396, 7397, 7943 |
| 11 | Herend, autóbusz-váróterem                | 10 | 1229, 1564, 1720, 1722, 1723, 1729, 1784 7380, 7382, 7383, 7386, 7387, 7388, 7389, 7391, 7396, 7397, 7398, 7804, 7943 |
| 12 | Bánd, kultúrház bejárati út               | 9  | 1722, 1784 7380, 7382, 7383, 7386, 7387, 7388, 7389, 7391, 7396, 7397, 7804, 7943 |
| 13 | Márkó, Kálvária utca                      | 8  | 1722, 1729, 1784 7380, 7381, 7382, 7383, 7386, 7387, 7388, 7389, 7391, 7396, 7397, 7804, 7943 |
| 14 | Veszprém, Házgyár                         | 7  | 3, 18, 21 1722, 1729, 1784 7300, 7301, 7303, 7304, 7306, 7307, 7311, 7314, 7315, 7319, 7380, 7381, 7383, 7386, 7387, 7388, 7389, 7391, 7396, 7397, 7398, 7804, 7943 |
| 15 | Veszprém, Jutasi úti lakótelep            | 6  | 1, 2, 10 1722, 1784 7300, 7301, 7303, 7304, 7306, 7307, 7319, 7322, 7323, 7325, 7335, 7341, 7342, 7344, 7345, 7350, 7360, 7364, 7366, 7370, 7380, 7381, 7383, 7386, 7387, 7388, 7389, 7391, 7396, 7397, 7398, 7804, 7943 |
| 16 | Veszprém, autóbusz-állomás                | 5  | 1, 2, 3, 4A, 7, 7A, 10, 12, 12A, 13, 22, 23, 47 1189, 1212, 1215, 1216, 1229, 1510, 1513, 1529, 1564, 1592, 1593, 1625, 1631, 1658, 1708, 1720, 1722, 1723, 1728, 1731, 1732, 1735, 1736, 1740, 1742, 1758, 1784, 1806, 1808, 1823, 1853 5449, 7033, 7300, 7301, 7302, 7303, 7304, 7305, 7306, 7307, 7308, 7309, 7311, 7313, 7314, 7315, 7316, 7317, 7318, 7319, 7320, 7321, 7322, 7323, 7324, 7325, 7326, 7328, 7332, 7333, 7335, 7341, 7342, 7344, 7345, 7346, 7348, 7350, 7352, 7353, 7355, 7358, 7360, 7361, 7363, 7364, 7366, 7367, 7369, 7370, 7376, 7380, 7381, 7383, 7386, 7387, 7388, 7389, 7391, 7396, 7397, 7398, 7804, 7943, 8082 |
| 17 | Veszprém, kórház                          | ∫  | 7, 7A, 22 1189, 1631, 1658, 1708, 1722, 1735, 1758, 1806, 1808, 1853 7328, 7341, 7342, 7344, 7345, 7346, 7348, 7350, 7352, 7353, 7355, 7357, 7358, 7804, 8082 |
| 18 | Veszprém, Sport vendéglő                  | 4  | 22 1631, 1708, 1722, 1723, 1758, 1853 7328, 7341, 7342, 7344, 7345, 7346, 7348, 7350, 7352, 7353, 7355, 7357, 7358, 7804 |
| 19 | Veszprém, Szabadság lakótelep bejárati út | ∫  | 22 1708, 1758 7341, 7342, 7344, 7345, 7346, 7348, 7350, 7352, 7353, 7355, 7358 |
| 20 | Veszprém, VIDEOTON                        | ∫  | 1708 7342, 7345, 7348, 7350, 7352, 7353, 7355, 7358 |
| 21 | Nosztori erdő bejárati út                 | ∫  | 1758 7350, 7352, 7353, 7355, 7357, 7358, 7363 |
| 22 | Nosztori autóspihenő                      | ∫  | 1631, 1708, 1758 7350, 7352, 7353, 7355, 7358, 7363 |
| 23 | Nosztori major bejárati út                | ∫  | 1631, 1708, 1758 7350, 7352, 7353, 7355, 7357, 7358, 7363 |
| 24 | Csopak, Csonkatorony kereszt              | ∫  | 1708 7350, 7355, 7358, 7363, 7804 |
| ∫  | Csopak, Csonkatorony 73-as út             | 3  | 1189, 1631, 1658, 1708, 1722, 1723, 1735, 1740, 1758, 1806, 1808, 1853 7350, 7352, 7353, 7355, 7357, 7358, 7363, 7804, 8082 |
| 25 | Csopak, központ                           | ∫  | 1201, 1708, 1758 7344, 7345, 7346, 7348, 7350, 7355, 7358, 7363, 7365, 7654, 7804 |
| 26 | Csopak, vasúti megállóhely                | ∫  | 1190, 1529, 1708, 1728, 1844 7345, 7350, 7355, 7358, 7363, 7653, 7654, 7804, 8082 személyvonat, sebesvonat, Katica InterRégió, Vízipók InterRégió |
| 27 | Balatonfüred, Gemering utca               | ∫  | 3, 4 1631, 1708, 1728 7345, 7350, 7355, 7357, 7358, 7363, 7653, 7654, 7804 |
| 28 | Balatonfüred, Arács vasúti megállóhely    | 2  | 3, 4, 6, 7 1189, 1190, 1201, 1513, 1631, 1658, 1708, 1722, 1723, 1728, 1735, 1758, 1806, 1808, 1844 7344, 7345, 7348, 7350, 7352, 7355, 7357, 7358, 7363, 7653, 7654, 7804, 8082 személyvonat, sebesvonat, Katica InterRégió, Vízipók InterRégió |
| 29 | Balatonfüred, Arany Csillag               | 1  | 3, 4, 6, 7 1189, 1190, 1201, 1529, 1631, 1658, 1708, 1722, 1723, 1728, 1735, 1758, 1806, 1808, 1844 7344, 7345, 7348, 7350, 7352, 7355, 7357, 7358, 7363, 7653, 7654, 7804, 8082 |
| 30 | Balatonfüred, Autóbusz-állomás végállomás | 0  | 1, 1B, 2, 2B, 3, 4, 5, 6, 7 1189, 1190, 1201, 1513, 1529, 1631, 1658, 1708, 1712, 1722, 1723, 1728, 1735, 1740, 1758, 1806, 1808, 1844, 1853 7344, 7345, 7346, 7348, 7350, 7352, 7353, 7355, 7357, 7358, 7363, 7364, 7653, 7654, 7671, 7673, 7674, 7675, 7676, 7682, 7683, 7686, 7804, 8082 személyvonat, sebesvonat, Katica InterRégió, Vízipók InterRégió, Tekergő Expresszvonat, Kék Hullám InterCity, Levendula Intercity |